# Ielena Irissova
Ielena Valerievna Irissova (en russe : Елена Валерьевна Ирисова) est une joueuse de volley-ball russe née le 15 décembre 1987 à Balakovo. Elle mesure 1,87 m et joue au poste de réceptionneuse-attaquante. 

## Clubs
| Club             | De        | À         |
| ---------------- | --------- | --------- |
| AES Balakovo     | 1998-1999 | 2013-2014 |
| Omitchka Omsk    | 2014-2015 | 2014-2015 |
| Ouralotchka NTMK | 2015-2016 | …         |

## Palmarès
- Coupe de Russie
  - Finaliste : 2014.
- Championnat de Russie
  - Finaliste : 2016.